# 森のトントたち
『森のトントたち』（もりのトントたち）は、フジテレビ系列局で放送されていたテレビアニメである。瑞鷹エンタープライズとフジテレビの共同製作。全23話。製作局のフジテレビでは1984年10月5日から1985年3月29日まで、毎週金曜 17時30分から18時00分 （日本標準時）の枠にて放送された。

## ストーリー
フィンランドに伝わる伝承を基にした作品。「サンタクロースはクリスマス以外のときにはどうしているのか」が作品の根幹になっており、ヨウルプッキ（Joulupukki、フィンランド語のサンタクロース）が従者である森の妖精トント（tonttu）達と共に過ごす日常を描く。

## 登場人物
ヨウルプッキ
声 - 富田耕生
ムオリ（ヨウルプッキの妻）
声 - 麻生美代子
エリサ
声 - 鶴ひろみ
エリアス
エルッキ
声 - 鈴置洋孝
エルミー
声 - 吉田理保子
マウリ
声 - 田中真弓
ペルッティ
声 - 島香裕
ウーロ
イーダ
大工のビクトリ
声 - 龍田直樹
セッポ
ラッセ
声 - 堀川亮
ナレーション
声 - 梨羽由記子

## スタッフ
- 企画・製作 - 高橋茂人
- 制作管理 - 柏木孝之
- 制作担当 - 田村学
- シリーズ構成 - 吉田義昭
- 脚本 - 吉田義昭、杉原恵、高木良子
- 監督 - 樋口雅一
- 絵コンテ・演出 - 樋口雅一、矢沢則夫、井上修、津田義三、駒田薫、山崎友正 他
- キャラクターデザイン／エンディングアニメーション - 白梅進
- 作画チーフ - 加藤興治
- 作画監督 - 加藤興治、福山映二、昆進之介
- 美術監督 - 古谷彰（スタジオ・ユニ）
- 仕上げチーフ - 西牧たみ子
- 色彩設定 - 西牧志づ子
- 色指定 - 三橋曜子
- 特殊効果 - 遠藤剛彦
- 撮影 - ティ・ニシムラ、柳沢邦延
- 現像 - 東京現像所
- 編集 - 掛須秀一、松村正宏、石田悟
- タイトル - スタジオトライ
- オープニングアニメーション - ウイスキースタジオ
- 録音監督 - 山田悦司
- 効果 - 片岡陽三
- 整音 - 星野敏昭
- 録音制作 - 水野事務所
- 音楽 - 渡辺岳夫
- 制作デスク - 皆川卓哉
- 制作記録 - 中沢由美
- 技術 - 若尾富郎
- 協力 - フィンランド航空、フィンランド観光局
- 制作協力 - シャフト
- 制作 - 瑞鷹エンタープライズ、フジテレビ

## 主題歌
オープニングテーマ - 「わくわくサンタクロース」
作詞 - 冬杜花代子 / 作曲 - 渡辺岳夫 / 編曲 - チト河内 / 歌 - 堀江美都子
エンディングテーマ - 「ちいさい○（マル）がひろがって」
作詞 - 冬杜花代子 / 作曲 - 渡辺岳夫 / 編曲 - チト河内 / 歌 - 堀江美都子
日本コロムビアから、上記2曲を収録したEPレコードが発売された。

## 各話リスト
| 話数 | サブタイトル             | 脚本               | 演出     | 絵コンテ | 作画監督 | 放送日         |
| ---- | ------------------------ | ------------------ | -------- | -------- | -------- | -------------- |
| 1    | 森はいま秋の風           | 吉田義昭           | 樋口雅一 | 樋口雅一 | 加藤興治 | 1984年 10月5日 |
| 2    | あたらしいいのち         | 吉田義昭           | 矢沢則夫 | 矢沢則夫 | 福山映二 | 10月12日       |
| 3    | おじいちゃんのイチゴパイ | 吉田義昭           | 樋口雅一 | 樋口雅一 | 加藤興治 | 10月19日       |
| 4    | 森の子守唄               | 吉田義昭           | 矢沢則夫 | 矢沢則夫 | 昆進之介 | 10月2日        |
| 5    | エリサのおじいちゃん     | 吉田義昭           | 井上 修  | 矢沢則夫 | 加藤興治 | 11月2日        |
| 6    | ヘルッタおばあさんの季節 | 吉田義昭           | 津田義三 | 津田義三 | 福山映二 | 11月9日        |
| 7    | 冬のある日               | 吉田義昭           | 井上 修  | 矢沢則夫 | 加藤興治 | 11月16日       |
| 8    | 月夜の土笛               | 吉田義昭           | 津田義三 | 樋口雅一 | 加藤興治 | 11月23日       |
| 9    | 森は虹色                 | 吉田義昭           | 井上 修  | 矢沢則夫 | 昆進之介 | 11月30日       |
| 10   | ムオリのプレゼント       | 吉田義昭           | 樋口雅一 | 樋口雅一 | 加藤興治 | 12月7日        |
| 11   | 吹雪のトナカイ訓練       | 吉田義昭           | 井上 修  | 矢沢則夫 | 福山映二 | 12月14日       |
| 12   | クリスマスクリスマス     | 吉田義昭           | 駒田 薫  | 矢沢則夫 | 加藤興治 | 12月21日       |
| 13   | 夢をつなぐあかり         | 吉田義昭           | 井上 修  | 矢沢則夫 | 加藤興治 | 1985年 1月11日 |
| 14   | トロールの森             | 吉田義昭           | 井上 修  | 矢沢則夫 | 加藤興治 | 1月18日        |
| 15   | エリと雪うさぎ           | 吉田義昭           | 井上 修  | 樋口雅一 | 福山映二 | 1月25日        |
| 16   | モンスターミステリー     | 吉田義昭           | 駒田 薫  | 矢沢則夫 | 加藤興治 | 2月1日         |
| 17   | 秘密の箱                 | 吉田義昭           | 井上 修  | 樋口雅一 | 福山映二 | 2月8日         |
| 18   | オーロラの詩             | 吉田義昭           | 山崎友正 | 矢沢則夫 | 加藤興治 | 2月15日        |
| 19   | 森になった館             | 吉田義昭           | 井上 修  | 井上 修  | 福山映二 | 2月22日        |
| 20   | ありがとうの手紙         | 吉田義昭           | 駒田 薫  | 樋口雅一 | 加藤興治 | 3月1日         |
| 21   | 森の春みつけた           | 吉田義昭           | 井上 修  | 井上 修  | 福山映二 | 3月8日         |
| 22   | 白鳥の湖                 | 吉田義昭、高木良子 | 山崎友正 | 矢沢則夫 | 加藤興治 | 3月15日        |
| 23   | 春の野の花               | 吉田義昭、杉原 恵  | 井上 修  | 矢沢則夫 | 福山映二 | 3月29日        |

## 放送局
放送日時は個別に出典が掲示されてあるものを除き、1985年3月終了時点のものとする。
| 放送地域   | 放送局         | 放送系列       | 放送日時           | 備考   |
| ---------- | -------------- | -------------- | ------------------ | ------ |
| 関東広域圏 | フジテレビ     | フジテレビ系列 | 金曜 17:30 - 18:00 | 制作局 |
| 北海道     | 北海道文化放送 | フジテレビ系列 | 金曜 17:30 - 18:00 |        |
| 中京広域圏 | 東海テレビ     | フジテレビ系列 | 金曜 17:30 - 18:00 |        |
| 近畿広域圏 | 関西テレビ     | フジテレビ系列 | 金曜 17:30 - 18:00 |        |
| 福岡県     | テレビ西日本   | フジテレビ系列 | 金曜 17:30 - 18:00 |        |
| 宮城県     | 仙台放送       | フジテレビ系列 | 月曜 19:00 - 19:30 |        |
| 広島県     | テレビ新広島   | フジテレビ系列 | 月曜 19:00 - 19:30 |        |

## 映像ソフト
- 2012年7月31日、「株式会社ニューシネマジャパン」よりDVD（全2巻）が発売された。但し、全23話中6話分を収録しただけであり、全話の映像ソフト化は実現していない。
- 収録話は、1巻は第1・2・4話、2巻は第5・6・7話である。